# Tomás Laurenzo
Tomás (Tom) Laurenzo Coronel (Montevideo, 1977) es un artista, ingeniero, informático, académico, músico, escritor y diseñador uruguayo. Con una amplia gama de prácticas artísticas e intereses de investigación, la producción de Laurenzo a menudo necesita reflexionar particularmente sobre las nuevas tecnologías, el arte y la política de significado. 

## Carrera
Tomás Laurenzo obtuvo el título de Ingeniero en Computacion en la Universidad de la República (UdelaR), Obtiene luego el de Magister en Informatica el de Doctor en Informatica, ambos del PEDECIBA, programa creado por la UdelaR y el Ministerio de Educación y Cultura de Uruguay y en PNUD. Su director de doctorado fue Álvaro Cassinelli, en ese entonces docente de la Universidad de Tokio . 
Durante práctica profesional en el sector privado, Laurenzo dirigió el diseño y desarrollo del primer portal de Internet gubernamental de Uruguay y la primera base de datos gubernamental de acceso público de Uruguay. 
Tras completar su primer programa de posgrado, Laurenzo cambia su enfoque, dejando la industria para dedicarse al arte y la educación, contribuyendo de esa forma con el panorama académico, artístico y de investigación de Uruguay.   Fue profesor adjunto en la Universidad de la República, donde fundó y dirigió el primer grupo de investigación de Uruguay sobre nuevos medios e interacción persona-computadora (Laboratorio de Medios), seguido del Nucleo Interdisciplinario de Investigación en HCI (NICHI) de la UdelaR.   
Fue junto a integrantes del NICHI que desarrolla métodos de interacción alternativos para facilitar el acceso de los niños discapacitados a sus computadoras del Plan Ceibal. 
Durante sus años en la UdelaR, también dirigió las dos primeras tesis de maestría en arte de nuevos medios y expuso obras interactivas de pequeña y gran escala. Algunos de estos proyectos le valieron a Laurenzo algunos de los primeros premios internacionales al arte con nuevos medios en Uruguay.    En 2011, recibió el premio Microsoft Research Fellowship. 
Laurenzo se mudó a Hong Kong en 2014 para asumir su cargo de profesor asistente en la Escuela de Medios Creativos de la Universidad de la Ciudad de Hong Kong, bajo el liderazgo del artista australiano de nuevos medios Jeffrey Shaw.
En 2018, fue nominado para "On the Road", el singular proyecto anual iniciado en 2014 por el Museo de Arte Guan Shanyue. Esa fue la primera vez que la exposición fue dedicada al arte con nuevos medios.  
Desde 2021, Laurenzo ocupa el puesto de profesor asociado del DCMP en la Facultad de Comunicación, Medios, Diseño e Información de la Universidad de Colorado en Boulder .
Laurenzo también ha ocupado puestos como científico visitante en el Broad Institute de Harvard y el MIT,  investigador en Microsoft Research, profesor visitante en la Carnegie Mellon University, profesor invitado en la Brunel University de Londres y artista visitante en la Universidad de Iowa, entre otros. 

## Producción artística
El interés de Laurenzo por temas sociales, políticos y filosóficos es evidente en su arte. Ejemplos de ello son las obras 5500, Nibia, Be water, Homs y Smile, que exploran temas como la inmigración ilegal, la muerte por tortura de Nibia Sabalsagaray, las protestas de Hong Kong de 2019-2020, el asedio de Homs y la destrucción de la Franja de Gaza, respectivamente.
Desde 2024, su producción se ha centrado en la exploración del arte de IA generativa y sus implicaciones estéticas y sociales. Laurenzo obtuvo el primer lugar en la primera edición del Concurso Estatal de Arte de IA de Colorado. Como resultado, su obra forma parte de la colección de arte permanente de la ciudad de Superior, Colorado.
La Cátedra UNESCO de Derechos Humanos de la Universidad de la República exhibió durante junio de 2025, la obra de Laurenzo Ave Imperator en la Facultad de Artes . 
Laurenzo ha realizado performances o exhibido en Ars Electronica, SIGGRAPH, SIGGRAPH Asia, NIME, ISEA,  NeurIPS,  ECCV, Sónar +D, MUTEK,  TEI, C3A, NYIT, ECCV, Osage Gallery, ANTEL, EAC, UdelaR, MSR, Presidencia de Uruguay, Saatchi & Saatchi, Museo Guggenheim Bilbao, Goethe Institut, International Computer Music Conference, K11 Art Foundation, MNAV, Centro de Exposiciones de Montevideo, Teatro de la Ciudad,  Chapelle des Bernardines, y el Teatro Solís, entre otros.

## Obras de arte expuestas
| * Laurenzo, Tomas, Montevideo, 1983. Generative Video. “Monte Video Digital”. - Laurenzo, Tomas, Abandoned Future. Generative AI. - Laurenzo, Tomas, Ave Imperator. Generative Video. UNESCO Chair in Open Education at the University of the Republic. 2025. National School of Fine Arts. - Laurenzo, Tomas, Hommage Numérique. Generative Video - Laurenzo, Tomas. Smile. Interactive Installation. - Laurenzo, Tomas. Be Water. Interactive Installation. - Laurenzo, Tomas and Katia Vega BOX. Interactive Installation. - Laurenzo, Tomas. Extraordinary Accident. Virtual Reality Installation. - Laurenzo, Tomas. Memoirs of the Blind. Interactive Installation. - Laurenzo, Tomas. Ekphrasis. Kinetic Installation. - Laurenzo, Tomas. Traces. - Laurenzo, Tomas. Simple Background Noise: Movement and Stillness. Sound art. - Laurenzo, Tomas. ELLOS. Audio-visual performance. - Laurenzo, Tomas. Homs. Installation. - Laurenzo, Tomas, Tobias Klein and Christian Clark. The Blind Spot. Virtual reality performance. - Laurenzo, Tomas and Tobias Klein. The Vision Machine. Audio-visual and mixed reality performance. - Laurenzo, Tomas. Two Systems. Interactive Installation. - Laurenzo, Tomas, Christian Clark et al. Barcelona. - Laurenzo, Tomas, Tobias Klein and Christian Clark. Awkward Consequence. Virtual reality performance. |